# 阿部みどり女

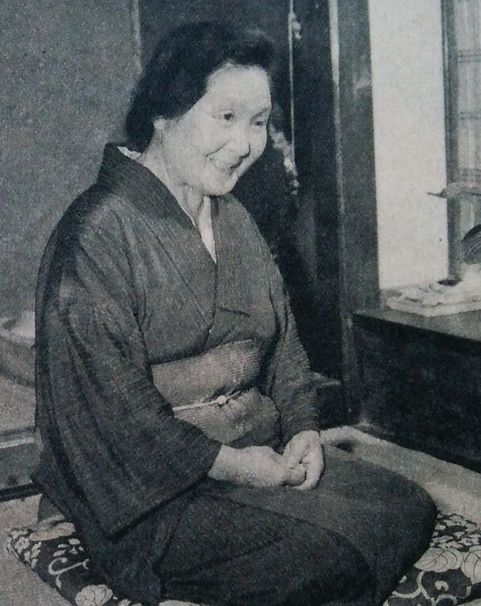

阿部 みどり女（あべ みどりじょ、1886年10月26日 - 1980年9月10日）は、日本の俳人。本名はミツ。北海道札幌区（現・札幌市）生まれ。父は第2代北海道庁長官・永山武四郎。

## 来歴
北星女学校（現北星学園女子中学高等学校）修了。
1910年、阿部卓爾と結婚して東京に住むが、結核のため鎌倉で療養。この頃から俳句を始める。1915年、高浜虚子に師事、以後「ホトトギス」を中心に作品を発表。始めは主情的な俳風だったが、後に虚子が客観写生を説くと彼女もそれに従い、更に写生を極めるために洋画家森田恒友に素描を学んだ。長谷川かな女・杉田久女とともに、女流俳句草創期を代表する一人。金子兜太はかな女・久女を感情型、みどり女を想念型と指摘している。
1931年「河北新報」の俳壇の選者となる。1932年、東京杉並で俳誌「駒草」を創刊・主宰する。1940年、長男と夫を相次いで失う。1944年、太平洋戦争の激化に伴い「駒草」を休刊、娘婿で「河北新報」の重役でもあった一力五郎（一力健治郎の子）の勧めで仙台に移転。1945年「駒草」を復刊、以後三十余年に渡って同地の俳句界で活躍する。
1956年、河北文化賞を受賞。写生に徹しながらも、人生や生命の機微を瑞々しく詠い上げた俳風は、歳を重ねるに連れて深みを増す。1978年、句集『月下美人』等の業績で第12回蛇笏賞を受賞。その後、東京に転居。1980年9月10日死去。
仙台市太白区茂ケ崎に句碑がある。また、1999年に弟子で現在「駒草」主宰をつとめる蓬田紀枝子による評伝『俳人阿部みどり女ノート 葉柳に…』が刊行され、同年度の俳人協会評論賞を受賞している 。

## 著作
句集
- 笹鶴（1947年）
- 微風（1955年）
- 光陰（1959年）
- 定本阿部みどり女句集（1966年）
- 雪嶺（1971年）
- 陽炎（1975年）
- 月下美人（1977年）
- 石蕗（1982年）

随筆集
- 冬蟲夏草（1963年）